# Invitation (album)
Pour les articles homonymes, voir Invitation (homonymie).
 (juin 2015).
Si vous disposez d'ouvrages ou d'articles de référence ou si vous connaissez des sites web de qualité traitant du thème abordé ici, merci de compléter l'article en donnant les références utiles à sa vérifiabilité et en les liant à la section « Notes et références ».
Albums de Altaria
Divinity
(2004)
Invitation est un album de musique du groupe Altaria, sorti en 2003.

## Liste des titres
1. Unicorn
2. History of Times to Come
3. Ravenwing
4. Innocent
5. Wrath of a Wrathchild
6. Kingdom of the Night
7. Fire & Ice
8. House of my Soul
9. Immortal Disorder
10. Here I Am
11. Emerald Eye
12. Unicorn (Demo Version / Japanese & Korean Bonus Track)

## Critique
Invitation est le premier album du groupe de heavy metal finlandais Altaria. Si l'on avait pu craindre que la présence aux guitares de Jani Liimatainen (Sonata Arctica) et Emppu Vuorinen (Nightwish) ne transforme le groupe en pâle reflet des deux groupes, il n'en est rien.
Altaria a choisi une musique plus orientée vers le speed metal que vers le metal symphonique, et bien que les parties guitares rappellent beaucoup Nightwish ou Sonata Arctica, la voix de Jouni Nikula est plus proche d'un chant heavy metal que metal symphonique. Le clavier, assuré sur cet album par Jani, n'est généralement présent qu'en trame de fond, sauf pour certaines intro qui l'associent à la guitare, démarquant encore Altaria de ses deux pères spirituels.
Les différents morceaux alternent riffs qui, sans être vraiment originaux, restent néanmoins efficaces, et solos des deux guitaristes, parfois assez techniques, et pourtant empreint d'une grande musicalité.
Les sujets abordés par les paroles sont assez variés, mais évoquent majoritairement l'espoir, avec un cadre descriptif assez proche de la fantasy.

## Composition du groupe
- Jani Liimatainen : Lead & Rythm Guitare, keyboards
- Emppu Vuorinen : Lead & Rythm Guitare
- Jouni Nikula : Chant
- Marko Pukkila : Basse
- Tony Smedjebacka : Batterie